# Pennsylvania Lawn Tennis Championship 1970
Il Pennsylvania Lawn Tennis Championship 1970 è stato un torneo di tennis giocato sul cemento. È stata la 16ª edizione del torneo, che fa parte del Pepsi-Cola Grand Prix 1970. Si è giocato a Merion negli USA, dal 23 al 28 agosto 1970.

## Campioni

### Singolare
Ray Ruffels ha battuto in finale  Jaime Fillol con il punteggio di 6–2, 7–6, 6–3

### Doppio
Bill Bowrey /  Ray Ruffels hanno battuto in finale  Jim McManus /  Jim Osborne con il punteggio di 3–6, 6–2, 7–5